# Ваххаб

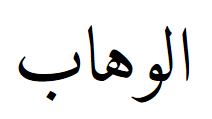
Аль-Ваххаб

Ваххаб, аль-Ваххаб (араб. وهاب‎ — «вседарящий») — теоним, одно из 99-ти имён Аллаха. Этимология имени основана на корневом арабском глаголе «вхб» — «дарить». Имя встречается в суре Аль-Имран (3:8) и в суре Сад (38:9, 38:35).
Наиболее распространёнными производными антропонимами являются имена Абд аль-Ваххаб («раб Вседарящего»), Вахб («дар») и Ихаб («подношение»).
В историографии имя «Ваххаб» связано с известным термином ваххабия.
Антропонимика
- Абд аль-Ваххаб ибн Сулейман — отец основоположника ваххабизма.
- Мухаммад ибн Абд аль-Ваххаб
- Вахб ибн Абд Манаф — отец матери Мухаммеда.
- Вахб ибн Мунаббих — хадисовед.
- Абд аль-Ваххаб ибн Абд ар-Рахман (787—823) — правитель династии Рустамиды.
- Вагаб, Вагап — варианты транскрипции.
  - Казибеков, Вагаб Гаджиевич
  - Сулейманов, Абдул-Вагаб Бекбулатович
  - Дыдымов, Абдул-Вагаб
- Вагапов — фамилия.
- Вахаби, Маджалли — израильский политик друзского происхождения.
- Вахби, Хайфа — ливанская актриса.
- Вахби аль-Бури — ливийский политик.
- Галия аль-Ваххабийя